# Валя-Молдовей (комуна)
Валя-Молдовей (рум. Valea Moldovei) — комуна у повіті Сучава в Румунії. До складу комуни входять такі села (дані про населення за 2002 рік):
- Валя-Молдовей (1631 особа)
- Мірону (1907 осіб)

Комуна розташована на відстані 337 км на північ від Бухареста, 26 км на південний захід від Сучави, 123 км на захід від Ясс.

## Населення
За даними перепису населення 2002 року у комуні проживали 5857 осіб.
Національний склад населення комуни:
| Національність | Кількість осіб | Відсоток |
| -------------- | -------------- | -------- |
| румуни         | 4455           | 76,1%    |
| цигани         | 1393           | 23,8%    |
| німці          | 4              | 0,1%     |
| італійці       | 2              | < 0,1%   |
| українці       | 1              | < 0,1%   |

Рідною мовою назвали:
| Мова       | Кількість осіб | Відсоток |
| ---------- | -------------- | -------- |
| румунська  | 5852           | 99,9%    |
| циганська  | 2              | < 0,1%   |
| українська | 1              | < 0,1%   |

Склад населення комуни за віросповіданням:
| Релігія       | Кількість осіб | Відсоток |
| ------------- | -------------- | -------- |
| православні   | 5820           | 99,4%    |
| римо-католики | 15             | 0,3%     |
| п'ятдесятники | 6              | 0,1%     |
| адвентисти    | 6              | 0,1%     |
| мусульмани    | 3              | 0,1%     |
| старообрядці  | 3              | 0,1%     |
| бретрени      | 2              | < 0,1%   |
| реформати     | 1              | < 0,1%   |